# Кловис (Калифорния)
Вижте пояснителната страница за други значения на Кловис.
Кловис (на английски: Clovis, произнася се Клоувис) е град в щата Калифорния, САЩ. Кловис се намира в окръг Фресно в съседство на по-големия град Фресно. Кловис е с население от 89 924 жители (2006) и обща площ от 44,30 км² (17,10 мили²). Кловис получава статут на град през 1912 г.